# Poul Åge Rasmussen
 Poul Åge Rasmussen (* 13. Dezember 1925 in Maribo; † 30. Oktober 2000 in Marielyst) war ein dänischer Fußballspieler; er spielte auf der Position eines Mittelfeldspielers. 
Poul Åge Rasmussen begann seine Karriere beim Skovshoved FC, zur Saison 1952/53 wechselte er erstmals ins Ausland zum italienischen Serie-A-Verein Atalanta Bergamo. Hier spielte er sich auf Anhieb in die Stammformation und erzielte auch regelmäßig seine Treffer. Rasmussen blieb bis zum Ende der Saison 1955/56 in Bergamo, ehe er in seine Heimat zurückkehrte und hier für Odense BK auflief.

## Vereine
- Skovshoved FC
- Atalanta Bergamo Serie A 1952/53 28 Spiele – 18 Tore
- Atalanta Bergamo Serie A 1953/54 33 Spiele – 15 Tore
- Atalanta Bergamo Serie A 1954/55 33 Spiele – 16 Tore
- Atalanta Bergamo Serie A 1955/56 12 Spiele – 4 Tore
- Odense BK

## Zusammenfassung
- Serie A 106 Spiele – 53 Tore

| Personendaten    | Personendaten            |
| ---------------- | ------------------------ |
| NAME             | Rasmussen, Poul Åge      |
| KURZBESCHREIBUNG | dänischer Fußballspieler |
| GEBURTSDATUM     | 13. Dezember 1925        |
| GEBURTSORT       | Maribo                   |
| STERBEDATUM      | 30. Oktober 2000         |
| STERBEORT        | Marielyst                |